# Ai (Ohio)
Ai es un lugar designado por el censo ubicado en el condado de Fulton en el estado estadounidense de Ohio. En el Censo de 2020 tenía una población de 322 habitantes y una densidad poblacional de 163,45 habitantes por km². Fue incluido como CDP en el censo de 2020.

## Geografía
Ai se encuentra ubicado en las coordenadas 41°37′28″N 83°56′19″O / 41.62444, -83.93861. Según la Oficina del Censo de los Estados Unidos,  tiene una superficie total de 1,97 km², de la cual 1,96 km² corresponden a tierra firme y 0,01 km² a agua.